# Wertheim (Warenhaus)
Die Wertheim AG, zuvor A. Wertheim GmbH war eine Warenhauskette der Familie Wertheim, die ihre Ursprünge in der Hansestadt Stralsund hatte. Durch die Expansion nach Berlin erlangte das Unternehmen durch Georg Wertheim und seine Brüder reichsweite Bedeutung. Die jüdischen Eigentümer wurden von den Nationalsozialisten enteignet und verfolgt, das Unternehmen in AWAG (Allgemeine Warenhandels-Gesellschaft) AG umbenannt. Nach dem Zweiten Weltkrieg wiedergegründet, wurde das Unternehmen 1952 von Hertie übernommen. Hertie wiederum wurde 1994 von Karstadt übernommen.

## Geschichte

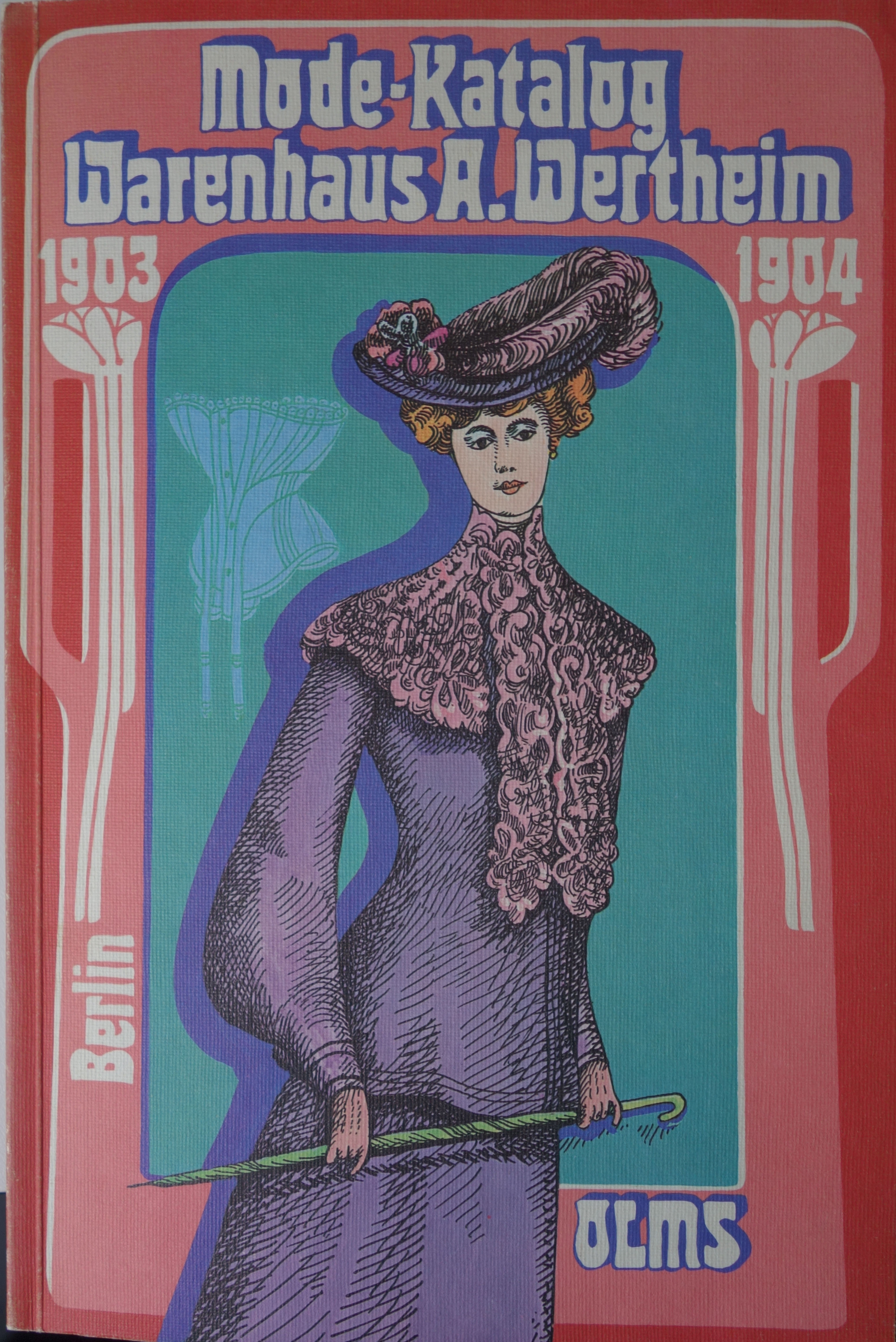
Mode-Katalog Warenhaus A. Wertheim 1903/1904

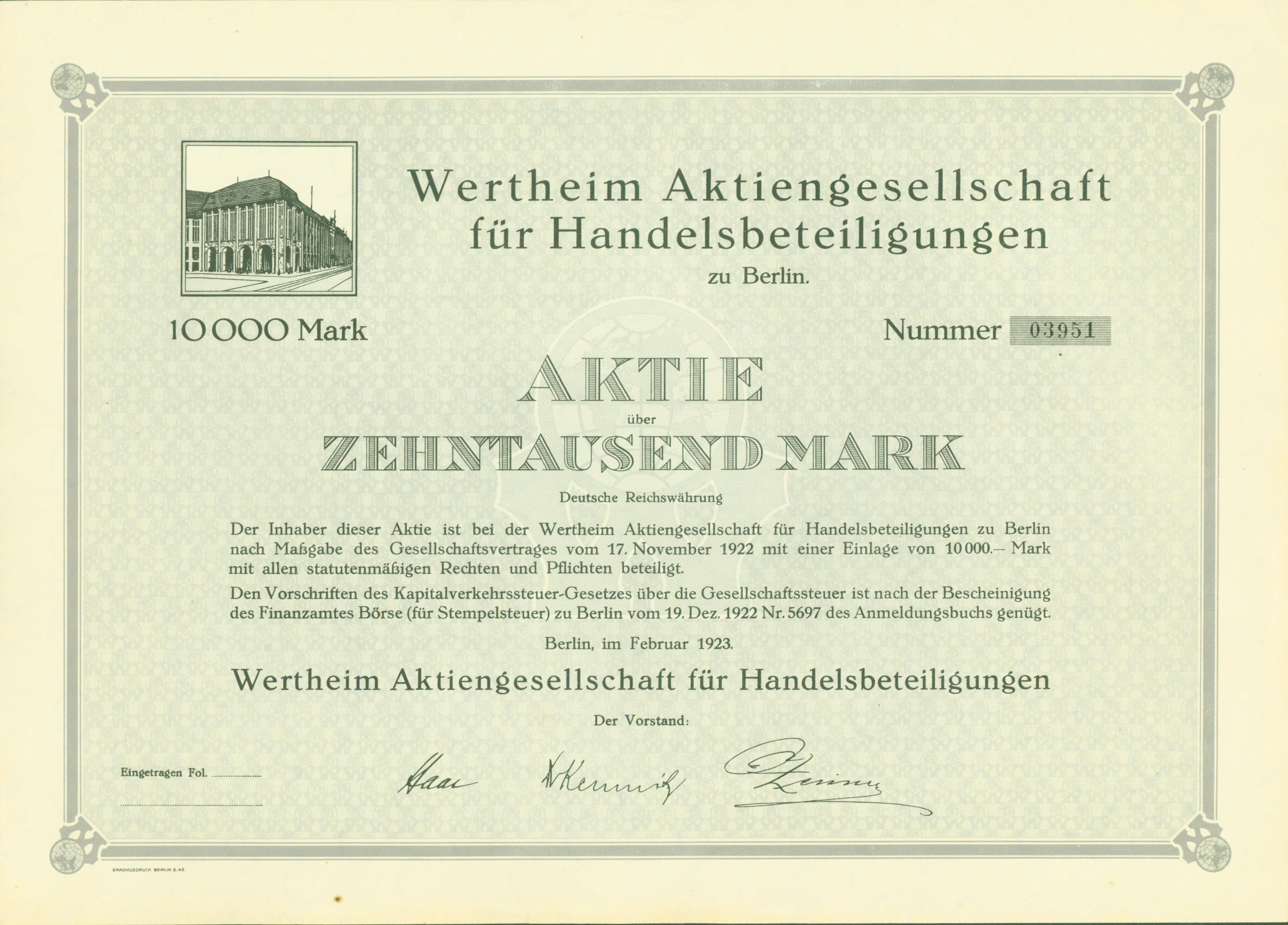
Aktie über 10000 Mark der Wertheim AG vom Februar 1923 mit Vignette des Wertheim-Kaufhauses an der Leipziger Straße in Berlin

Am 15. April 1852 eröffneten die aus Anklam stammenden Brüder Abraham Wertheim (1819–1896) und Theodor Wertheim, die 1841 bis 1851 berufliche Erfahrung in Großbritannien gesammelt hatten, in der Stralsunder Wasserstraße ihr Manufactur-Modewarengeschäft. Dieses musste wegen mangelndem Erfolg jedoch nach kurzer Zeit wieder schließen. 1875 entstand ein Wertheim-Geschäft von Abraham und Ida Wertheim (geb. Wolff, 1830–1918), ein kleines Kurzwarengeschäft in Form eines Eckladens (Mönch-/Mühlenstraße), das als Ursprung und Stammhaus des Unternehmens gilt, ebenfalls in Stralsund. 1876 stiegen die Söhne Abraham Wertheims, Georg (1857–1939) und Hugo (1856–1883), in das Geschäft mit ein und erweiterten die Produktpalette. Sie brachten die Erfahrungen, die sie während ihrer Ausbildung in Berlin gesammelt hatten, in das Geschäft ein. Zu den Neuerungen zählten das Umtauschrecht und die Möglichkeit, die Waren vor dem Kauf ausgiebig zu betrachten. Einheitliche Preise für alle Gesellschaftsschichten waren eine weitere Neuerung. Im Jahr 1879 wurden erstmals Angestellte beschäftigt, 1880 wurde das Geschäft in größere Räume verlegt.
Im Jahr 1884 wurde die erste Filiale in Rostock eröffnet. 1885 eröffnete Georg zusammen mit seinen Brüdern Franz (1863–1933), Wilhelm (1859–1934) und Wolf (1867–1940) die erste Filiale des Manufakturwarengeschäfts in Berlin. 1894 wurde das erste Warenhaus mit frei ausgelegter Ware und festen Preisen in der Kreuzberger Oranienstraße 53–54 eröffnet. Es war das erste Berliner Wertheim-Warenhaus. Bald folgten Warenhäuser am Moritzplatz und an der Königstraße. Im Jahr 1897 konnte der später bekannte Gebäudekomplex des Warenhauses Wertheim in der Leipziger Straße, entworfen vom Berliner Architekten Alfred Messel, eingeweiht werden. Das Kaufhaus wurde im Laufe der Jahre bis zum Leipziger Platz ausgebaut und war mit einer Nutzfläche von 106.000 m² seinerzeit das größte Warenhaus Europas. 1902 erwarben die Wertheims in Stralsund die Grundstücke Ossenreyerstraße 8–10 und ließen dort ein großes Kaufhaus errichten, das 1903 eröffnet wurde. 1927 gelangten auch die benachbarten Grundstücke Ossenreyerstraße 11 und 12 in ihr Eigentum und darauf entstanden Erweiterungsbauten zum Kaufhaus. 1905 eröffnete an der Rosenthaler Straße 27 in Berlin-Mitte ein weiteres Warenhaus der Wertheims, ebenfalls von Alfred Messel stammend.

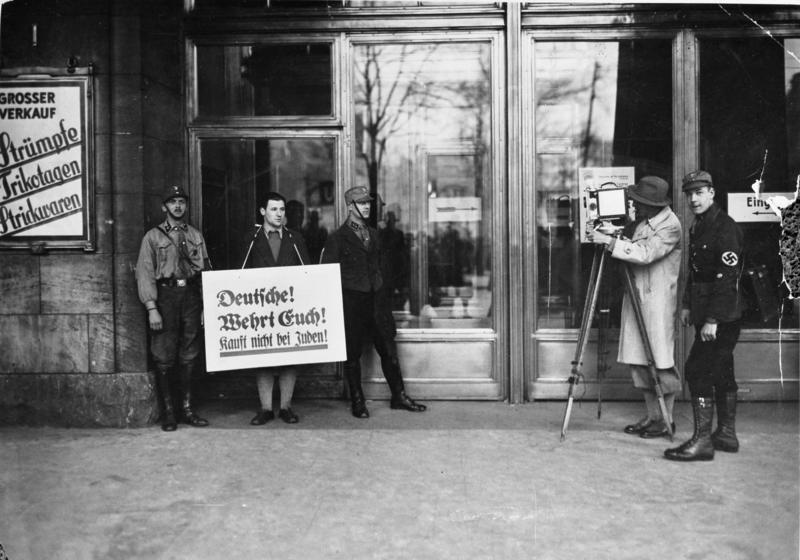
SA und SS vor dem Berliner Kaufhaus. „Judenboykott“ 1933

Anlässlich der Eröffnung des Reichstags am 13. Oktober 1930 kam es zu Angriffen von Anhängern der NSDAP auf das Warenhaus Wertheims.
Nach der „Machtergreifung“ der Nationalsozialisten erfolgte ein Boykott gegen jüdische Geschäfte. 1934 übertrug Georg Wertheim per Schenkung sein gesamtes Vermögen seiner nichtjüdischen Frau Ursula. Dennoch wurde die Firma Wertheim 1935 als „rein jüdisch“ eingestuft. 1938 kam die Enteignung durch die Nationalsozialisten. Alle jüdischen Geschäftsführer wurden entlassen. Aus den Kaufhäusern von Hermann Tietz wurde Hertie, aus denen seines Neffen Leonhard Tietz Kaufhof, aus den Kaufhäusern von Schocken Merkur, und aus Wertheim die AWAG (Allgemeine Warenhaus Gesellschaft AG). 1944 wurde das Haus an der Leipziger Straße durch alliierte Luftangriffe zerstört. Nach dem Ende des Zweiten Weltkriegs, mit der Teilung Deutschlands, wurden die Häuser durch die sowjetische Besatzungsmacht übernommen und später Volkseigentum, mit Ausnahme des Hauses am Moritzplatz im Amerikanischen Sektor in West-Berlin. Das Stralsunder Haus gehörte ab 1949 zur Handelsvereinigung Konsum.
Mit einem kleinen Geschäft in der Wilmersdorfer Straße startete die Wertheim AG 1952 einen Neuanfang. Im gleichen Jahr folgte der Neubau in der Schloßstraße und 1971 das Haus am Kurfürstendamm. Mitte der 1980er Jahre wurde Wertheim dann vom Hertie-Konzern übernommen. Ab 1994 gehörte auch Hertie zu Karstadt. In Berlin führten bis April 2009 noch zwei Warenhäuser den Namen Wertheim. Dann verschwand die Marke in Berlin vollständig aus dem Stadtbild.

## Rechtsstreit
Über mehrere Jahre wurden Rechtsstreite um Rückgabeansprüche durch und zwischen der Familie Wertheim, der damaligen Firma KarstadtQuelle AG und dem Land Berlin über die wertvollen Grundstücke geführt, die im ehemaligen Ost-Berlin gelegen sind und nicht unter die alte Entschädigungsregelung der Nachkriegszeit gefallen waren. Am 13. Oktober 2005 scheiterte der Versuch von KarstadtQuelle, vom Land Berlin die Rückübertragung der Grundstücke zu erreichen, endgültig, als das Bundesverwaltungsgericht die Revision gegen ein ablehnendes Urteil des Verwaltungsgerichts Berlin nicht zuließ. Am 24. Oktober 2005 wurde die Klage der Familie beim Berufungsgericht in Pennsylvania abgelehnt. Dadurch wurde die Verhandlung in den USA nicht zugelassen.
Am 30. März 2007 gab der KarstadtQuelle-Konzern bekannt, die Erben der von den Nationalsozialisten enteigneten „jüdischen“ Kaufmannsfamilie Wertheim mit 88 Millionen Euro zu entschädigen. Der Konzern teilte mit, dass mit der Jewish Claims Conference eine außergerichtliche Einigung erzielt worden sei. Man beabsichtige, damit auch Überlebende des Holocaust in aller Welt zu unterstützen.

## Wertheim-Warenhäuser

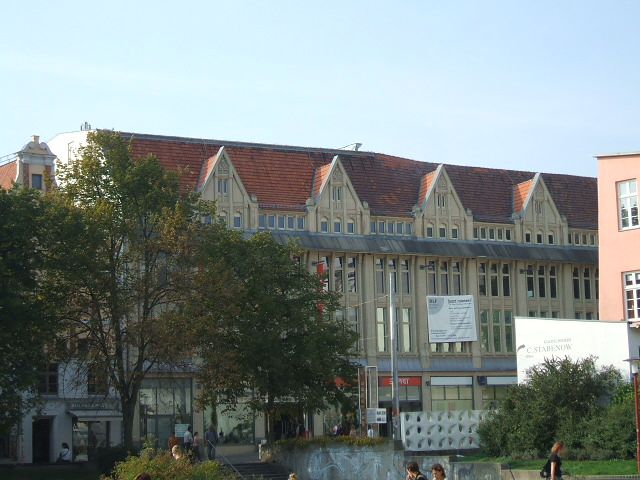
Alt-Wertheim in Stralsund

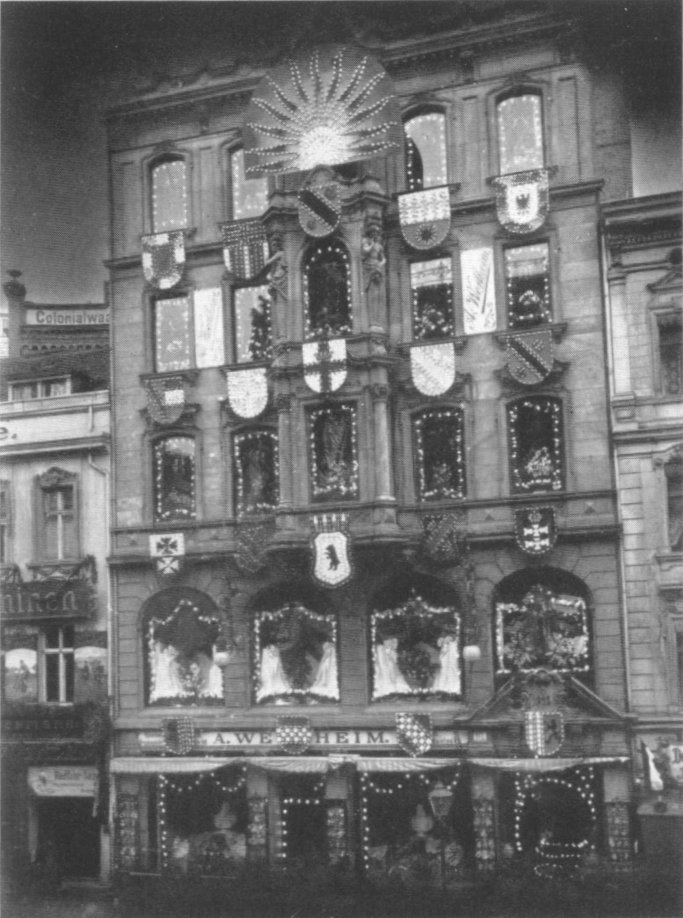
Warenhaus Abraham Wertheim Berlin, Leipziger Straße 111

- Stralsund (Ladengeschäft 1875, Neubau 1903/1904, Erweiterung 1927/1928, 1948 enteignet, HO-Warenhaus Konsument, 1991 Horten-Konsument, 1996 geschlossen, langjähriger Umbau unter diversen Eigentümern bis 2002, seit 2008: Kaufhaus Jesske)
- Rostock: 1884 erstes Ladengeschäft in der Kröpeliner Straße 28, später Nr. 10, ab 1898 Nr. 34; 1903 Neubau des Warenhauses Kröpeliner Straße 34/35, zwischen 1937 und 1945 als AWAG (Allgemeine Warenhandelsgesellschaft mbH) geführt; 1949–1990 HO Kaufhaus Korrekt Herrenmode; 1991–1995 Hertie, Abbruch 2000
- Berlin, Spandauer Vorstadt, Rosenthaler Straße 27–31 (1885 erstes Modewarengeschäft, Neubau als Warenhaus 1903–1905,[5] heute AOK-Bundesverband)
- Berlin, Luisenstadt, Oranienstraße 53–54 (1894–1913)[6]
- Berlin, Friedrichstadt, Leipziger Straße (1897–1944)[7]
- Berlin, Columbushaus am Potsdamer Platz (1945–1948, Ladengeschäft)
- Berlin, Luisenstadt, Prinzenstraße 35–38 / Moritzplatz / Oranienstraße 149–154 (Neubau, 1913–1945)
- Berlin-Mitte, Königstraße 31/32 (Neubau 1911, geschlossen 1938, Gebäude kriegszerstört)
- Berlin-Steglitz, Schloßstraße (Neubau, 1952–2009, umgebaut)
- Berlin-Charlottenburg, Kurfürstendamm (Neubau, 1971–2008, Umwandlung in Karstadt-Haus)
- Bochum, Bongardstraße / Hans-Böckler-Straße (1958–1986, 1988/1989 völlig umgebaut)
- Breslau, Schweidnitzer Straße (siehe: Warenhaus Wertheim (Breslau), Neubau, 1930–1944, heute: Warenhaus Renoma)
- Essen, Kettwiger Straße (Neubau, 1964–1986)
- Essen-Steele (Neubau, 1972–1979)
- Hannover, Kröpcke-Center (Neubau, eröffnet 2. September 1975,[8] am 11. März 1981 geschlossen)
- Hannover, Raschplatz (Neubau, am 30. Juni 1979 geschlossen)
- Kaiserslautern, Stiftsplatz (geschlossen)

### Wertheim Leipziger Straße (Berlin)

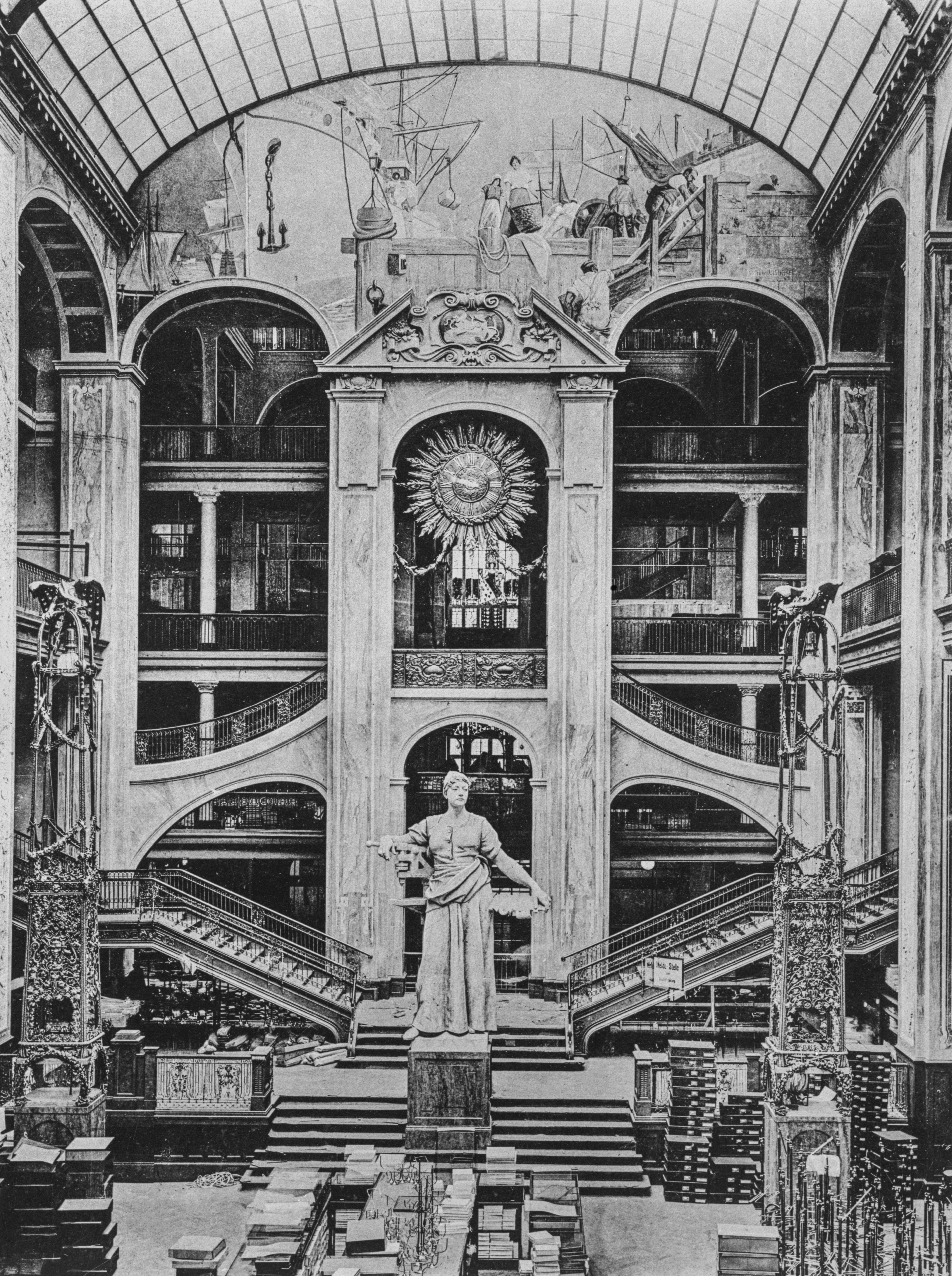
Innenansicht des Kaufhauses Wertheim in Berlin, 1900

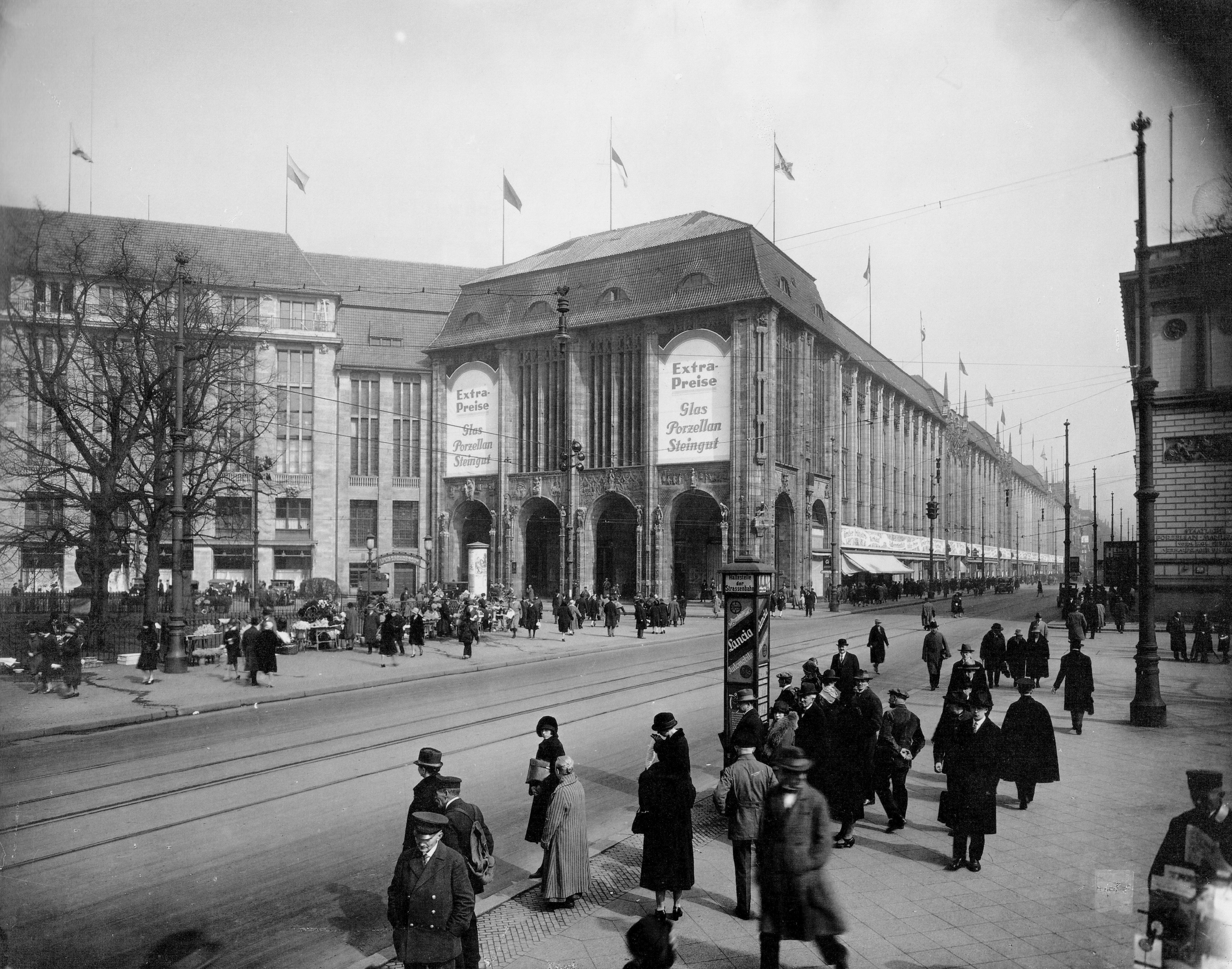
Kaufhaus Wertheim am Leipziger Platz, 1920er Jahre

Das Wertheim Leipziger Straße, später auch Wertheim Leipziger Platz genannt, wurde als das schönste Kaufhaus Deutschlands bezeichnet. Das Haus stand mit dem Warenhaus Tietz am Alexanderplatz (begonnen 1904) und dem späteren KaDeWe (Kaufhaus des Westens) am Wittenbergplatz im Wettbewerb. Die Kaufhausgründer Rudolph Karstadt, Adolf Jandorf, Hermann Tietz und Georg Wertheim hatten die amerikanische Erfindung des großen Warenhauses der 1850er Jahre nach Deutschland geholt.
Das Wertheim-Haus am Leipziger Platz wurde in den Jahren 1896 bis 1906 (I. bis III. Bauabschnitt) nach Plänen von Alfred Messel gebaut; der vierte Bauabschnitt (1911/1912) stammte von Heinrich Schweitzer. Die Grundstücksfläche des Kaufhauses von 27.000 m² reichte in der Tiefe bis hin zur Voßstraße. Für den Erweiterungsbau lieferte die Kaiserliche Majolika-Manufaktur Cadinen Baukeramik, die Fliesen schmückten die Wände und Brunnen des Sommergartens; zur Einweihung kam Kaiser Wilhelm II. Ein fünfter Bauabschnitt von Eugen Schmohl und Paul Kolb folgte 1925/1926. Die Hauptfront an der Leipziger Straße hatte eine Länge von 240 m, zusätzlich weitere 90 m am Leipziger Platz. Das Haus übertraf alle bisherigen deutschen Kaufhäuser und war mit 112.000 m² Nutzfläche und 70.000 m² Verkaufsfläche das größte Warenhaus Europas. Ähnlich groß sind das mehrfach vergrößerte KaDeWe (1920: 24.000 m², 2008 ca. 61.000 m²) und das Kaufhaus Harrods in London (62.705 m²). Bei den Luftangriffen der Alliierten wurde der Wertheim-Komplex Ende Januar 1944 zum Teil zerstört. Die Bausubstanz war ausreichend, um es nach dem Zweiten Weltkrieg wiederherzustellen, aber die im damaligen Ostsektor Berlins stehenden Wertheim-Häuser wurden enteignet. Der Abriss der Ruine erfolgte 1955/1956.
In den ehemaligen Tresorräumen im Untergeschoss des Kaufhauses sowie in zwei Räumen im Erdgeschoss befand sich von 1991 bis zum vollständigen Abriss des Gebäudes Mitte 2005 der Techno-Club Tresor. Auf dem Gelände entstand die LP12 Mall of Berlin, die im September 2014 eröffnet wurde.

### Wertheim Schloßstraße (Berlin)
Bereits in den 1920er Jahren erwarb G. Wertheim an der Ecke Schloß-/Treitschkestraße in Berlin-Steglitz ein 30.000 m² großes Grundstück. Es reichte in der Tiefe bis hin zur Lepsiusstraße. Erst nach dem Zweiten Weltkrieg wurde dieses Warenhaus, das gleichzeitig das erste in Berlin neugebaute Warenhaus nach dem Krieg darstellt, an der Steglitzer Schloß- /Ecke Treitschkestraße gelegen, in der Zeit von 1950 bis 1952 als viergeschossiger Neubau errichtet.
Im Jahr 1969 erfolgte ein fünfgeschossiger Erweiterungsbau an der Ecke Schloß-/Schildhornstraße in einem seinerzeit modernen Baustil (Lamellenfassade). Mit dieser Fassadenverkleidung wurde auch das bestehende Haus umgestaltet. An der Schildhornstraße, im Anschluss an den Erweiterungsbau, wurde ein Parkhaus errichtet. Auf dem großen Wertheim-Grundstück hinter dem Warenhaus befindet sich der öffentlich zugängliche Harry-Bresslau-Park. Das nebenstehende Karstadt-Warenhaus wurde in den Jahren 2007–2009 komplett saniert und umgebaut. Das Wertheim-Warenhaus blieb während der rund zweijährigen Bauzeit des Karstadt-Hauses in Betrieb. Zur Eröffnung des neuen Karstadt-Hauses am 2. April 2009 wurde das Wertheim-Warenhaus am 27. März 2009 geschlossen. Auf dem Areal des Wertheim-Hauses (Schloß-, Schildhorn-, Treitschkestraße) entstand mit rund 76.000 m² das bei seiner Eröffnung zweitgrößte Einkaufszentrum der Stadt, der Boulevard Berlin, der am 4. April 2012 eröffnet wurde. Die Arbeiten für dieses Projekt haben im Mai 2010 begonnen. Die ursprüngliche Fassade des Gebäudes von 1952, das unter Denkmalschutz steht, wurde restauriert und in den Neubau integriert.

### Wertheim Kurfürstendamm (Berlin)

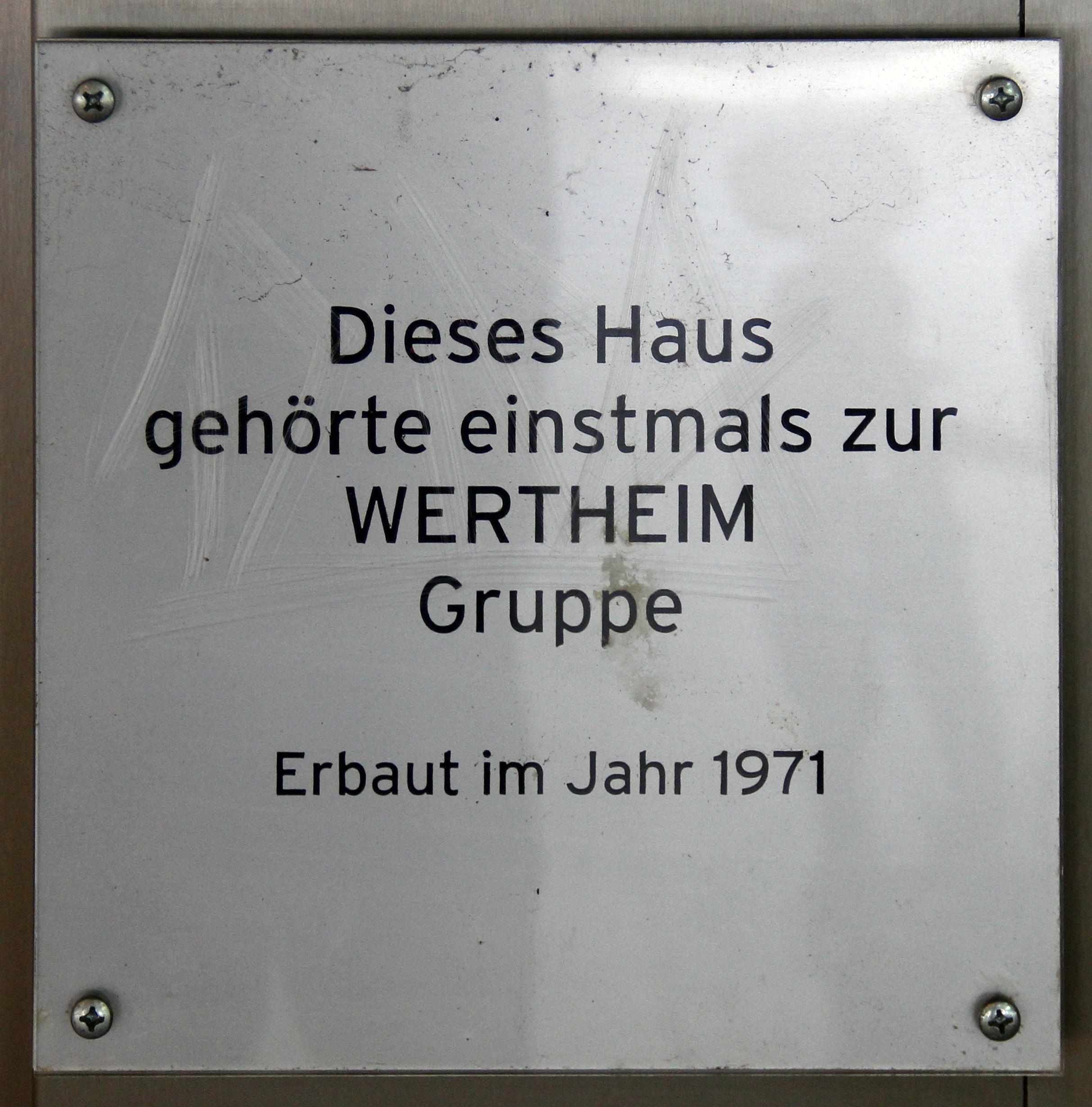
Gedenktafel am Haus, Augsburger Straße 36–42 in Berlin-Charlottenburg

Das Wertheim-Kaufhaus am Kurfürstendamm wurde 1969–1971 erbaut. In den 1990er Jahren wurde das Warenhaus mit einer Erweiterung der Fassade neugestaltet. Das Haus ist nach dem KaDeWe und Karstadt am Hermannplatz das drittgrößte Warenhaus der Karstadt Warenhaus GmbH in Berlin. Es liegt am zentralen Punkt des Kurfürstendamms nahe dem Breitscheidplatz und der Gedächtniskirche. Das Grundstück erstreckt sich über eine Fläche eingeschlossen durch den Kurfürstendamm, die Augsburger und die Rankestraße. Dieses Wertheim-Haus hat eine Nutzfläche von 33.000 m² und eine Verkaufsfläche von 28.500 m² auf acht Etagen.
Im Laufe der Sanierung des Arcandor-Konzerns sollte dieses – wie auch weitere Karstadt-Häuser in Düsseldorf, Essen, München etc. (unter anderem auch Hertie in München und das Alsterhaus in Hamburg) – in eine gehobenere Kategorie eingestuft werden, mit einer Käuferschichtorientierung zum KaDeWe. Bisher kam es jedoch nicht zum Aufstieg in die Karstadt Premium Group. Stattdessen fand im Oktober 2008 die Umbenennung in Karstadt statt, verbunden mit einer Um- und Neugestaltung einzelner Verkaufsbereiche. Vom Unternehmen wurde die Umfirmierung mit der eingeschlagenen „Ein-Marken-Strategie“ und der Einsparung von Werbekosten begründet. Der Name ‚Wertheim‘ ist seither vom Kurfürstendamm verschwunden.